# Shorinji kempo
Shōrinji-kempō (少林寺拳法) är en japansk budōart. Shōrinji kempō skapades 1947 av Sō Dōshin som ett system för självförbättring och träning (行 Gyo eller disciplin) i Japan  baserat på Shaolin kung fu (med samma första tre kanji). 
Shōrinji kempō refereras ofta till som "den tänkande människans kampsport".

## Tekniker
Två system/tekniker kombineras i Shorinji kempo till ett komplett självförsvarssystem som kan anpassas till vilken situation som helst.
- "Hårda" (goho) försvarstekniker med slag, sparkar och pareringar.
- "Mjuka" (juho) tekniker såsom losstagningar, kast och fasthållningar då en attackerare tar ett grepp eller initierar ett kast.

## Historia
Shorinji kempo grundades av japanen So Doshin 1947. Han utvecklade ett system som bygger på de tekniker och den filosofi han lärt sig i Kina. So Doshin ville återskapa den tanke Bodhidharma haft när han lärde ut kampkonst och zenfilosofi i Shaolintemplet. Shorinji kempo baseras på enighet mellan kropp och själ samt enigheten mellan styrka och kärlek.
Shorinji kempo innehåller även meditation (chinkon-gyo, vilket i princip innebär Zazen).

## Organisation
Shorinji Kempo group (少林寺拳法グループ) består av fem organisatoriska delar. Dessa organisationer är:
- World Shorinji Kempo Organisation (WSKO) (少林寺拳法世界連合) - Shorinji Kempo som grundades i Japan började spridas utanför Japan under slutet av 1960-talet, och finns nu i 32 länder. De olika nationella förbunden, och olika enskilda föreningar, är medlemmar i WSKO.

- Zenrin Gakuen (禅林学園) håller heltidsutbildningar på gymnasienivå och eftergymnasial nivå. Ca 100 elever studerar årligen där heltid. Zenrin Gakuen håller även i "Shorinji Kempo Budo Specialized Course" som arrangeras varje månad i Japans 47 prefekturer med ca 5 000 närvarande utövare.

- SHORINJI KEMPO UNITY hette tidigare Shorinji Kempo Chizai Hojin och startades 2003 för att skydda och främja ett gemensamt Shorinji Kempo över hela världen. SHORINJI KEMPO UNITY skyddar Shorinji Kempos patent och varumärken.

- Shorinji Kempo renmei (少林寺拳法連盟) - det japanska förbundet som administrerar den icke-religiösa Shorinji kempo-träningen i Japan, medlemsklubbarna kallas Shibu (支部).

- Kōngo Zen Sōhonzan Shōrinji (金剛禅総本山少林寺) administrerar den religiösa utövningen av Shorinji kempo i Japan, medlemsklubbarna kallas Dōin (道院).

## Svenska klubbar
Det finns för närvarande 11 aktiva klubbar i Sverige med merparten av klubbarna verksamma i mellersta Sverige. De klubbar som finns är:
- Stockholm Norra
- Stockholm Södra
- Stockholms studenter
- Haninge
- Bromma
- Karlstad
- Karlstad studenter
- Visby
- Värmdö
- Skövde
- Göteborg